# Після опівночі (фільм, 1927)
Після опівночі (англ. After Midnight) — американська драма режисера Монти Белла 1927 року.

## Сюжет
Історія нічних клубів Нью-Йорка. Мері — хазяйка кабаре із золотим серцем, а її сестра Мейзі — золотошукач без серця.

## У ролях
- Норма Ширер — Мері Міллер
- Лоуренс Грей — Джо Міллер
- Гвен Лі — Мейзі
- Едді Стургіс — Ред Сміт
- Філіп Сліман — Гас Ван Ганді
- Джонні Мак Браун
- Роберт Дадлі
- Родні Гілдебранд
- Джон Келлі
- Пет Сомерсет